# Die Heiterkeit
Die Heiterkeit ist eine deutsche Popband. Sie wurde 2010 in Hamburg gegründet und veröffentlichte 2012 ihr Debütalbum Herz aus Gold. Die Band besteht aus der Sängerin und Songwriterin Stella Sommer und einer wechselnden Live-Besetzung.

## Geschichte
Sommer und Erradi lernten sich im Jahr 2009 beim Studium an der Universität Hamburg kennen. Beide beschlossen, auch aufgrund des ähnlichen Musikgeschmacks, die Band zu gründen. Sommer und Hochmuth machten zu diesem Zeitpunkt bereits zusammen Musik, die erste Probe zu dritt fand am 1. Januar 2010 statt. Ohne vorangehende Konzerte oder Demosingles starteten sie das Bandprojekt. Erst hielten die drei Frauen die Band vor der Hamburger Musikszene geheim, da noch kein Bandname gefunden war. Zusammen mit diesem wurde kurze Zeit später das Logo, ein Smiley mit geradem Mund, geschaffen und die Band war endgültig gegründet. Bald darauf erschien die erste unbetitelte EP auf weißem Vinyl.
Im Dezember 2010 wurde Die Heiterkeit in die „Hot für 2011“-Liste im Musikexpress aufgenommen. Dort standen sie unter anderem in einer Reihe mit Friends, Alabama Shakes und Azealia Banks. 2011 ging die Band auf Tour und wurde im Februar 2012, diesmal vom Rolling Stone, in die Liste „12 für 2012“ aufgenommen.
Die Heiterkeit veröffentlichte 2012 eine Split-EP mit der österreichischen Band Ja, Panik, auf der sich die beiden Bands gegenseitig covern. Im selben Jahr erschien das Debütalbum Herz aus Gold auf dem Berliner Label Staatsakt. Am 6. Mai 2013 gab die Band auf ihrer Facebook-Seite bekannt, dass Stefanie Hochmuth die Band verlassen hatte. Anna-Leena Lutz, die bisherige Schlagzeugerin von Half Girl, übernahm ihren Platz.
Im Jahr 2016 veröffentlichte die Band das mit Produzent Moses Schneider produzierte Doppelalbum Pop & Tod I+II. Schlagzeug spielte Philipp Wulf von der Band Messer, zusätzlich war Sonja Deffner, die die Band vorher bereits als Tour-Keyboarderin begleitet hatte, als Bandmitglied eingestiegen.
Am 6. Dezember 2018 veröffentlichte die Band die neue Single Was passiert ist. Am 1. März 2019 erschien das gleichnamige vierte Album, das von Sommer zum Großteil allein mit dem Produzenten Moses Schneider aufgenommen wurde. Dazu gab es im März eine Tour durch Deutschland, Österreich und die Schweiz. Das Album stieß auf großes Lob der Presse. So vergab z. B. Spiegel Online 10 von 10 Punkten, der Musikexpress redete von einem „Goth-Chanson-Meisterwerk“ und der Radioeins-Soundcheck vergab viermal die Höchstwertung.
Sängerin Stella Sommer veröffentlichte zudem die Soloalben 13 Kinds of Happiness (2018), Northern Dancer (2020) und Silence Wore a Silver Coat (2022) auf denen sie auf Englisch singt.

## Stil und Rezeption
Der Stil der Band wird unter anderem als betont unaufgeregt, düster oder „cool, beinahe streng“ bezeichnet. ByteFM erkennt „kultiviertes Slackertum“, die Band repräsentiere das „Lakonische in all ihren Facetten“. Die Stimme von Stella Sommer gilt dabei als Markenzeichen der Gruppe. Ihre markante tiefe und rauchige Stimme wird vom Hamburger Abendblatt als „dunkel, entschleunigt, hübsch gelangweilt“ beschrieben. Laut Birgit Reuther, der Autorin des Artikels „nimmt Sommer den Zuhörer mit dieser Stimme an die Hand und steigt eine schummrige Kellertreppe herunter. Hin zu den unausgeleuchteten Winkeln, in denen das Schöne umso geheimnisvoller scheint.“
Der Rolling Stone schrieb, Sommer, Erradi und Hochmuth eroberten „Boden auf vermeintlich männlichem Territorium: Rockmusik und Kneipe“. FM4 beschreibt die Musik als „schrabbeligen Gitarren-Pop“.
Das Album Pop & Tod I+II ist geprägt von sakral anmutenden Chorgesängen und Harmonien. Andreas Borcholte von Spiegel Online spricht hinsichtlich Pop & Tod I+II von einem „sich frei machenden, unabhängigen Sound, der abseits von Moden, Generationen und Befindlichkeiten nach einer universelleren Wahrheit sucht“ und vergibt 9,2 von 10 Punkten. Tomas Kurianowicz von der FAZ urteilte, die Songs seien „wirklich gut, wirklich authentisch geworden …, auch wenn die unterkühlte Weltschmerz-Lyrik, vielleicht die distanzierteste seit Tocotronic, manchmal etwas arg abgewandt wirkt“.

## Diskografie

### Alben
- 2012: Herz aus Gold (Staatsakt / Nein, Gelassenheit)
- 2014: Monterey (Staatsakt)
- 2016: Pop & Tod I+II (Buback)
- 2019: Was passiert ist (Buback)
- 2025: Schwarze Magie (Buback)

### EPs
- 2010: Die Heiterkeit (Vinyl; Eigenveröffentlichung)
- 2012: Split mit Ja, Panik (Staatsakt / Nein, Gelassenheit)
- 2013: Daddy’s Girl (Vinyl; Staatsakt)